# Chích chòe nước Sunda
Chích chòe nước Sunda, tên khoa học Enicurus velatus, là một loài chim trong họ Muscicapidae. Chúng là loài đặc hữu của Indonesia.